# Dr. Calypso
Dr. Calypso fue una banda española de ska fundada en 1989 y procedente de Barcelona.
Tras grabar su primera maqueta en 1990, editaron cinco álbumes de estudio, un doble CD en directo y dos recopilatorios. Early Years (2004) está dedicado a sus primeros años, y en él se encuentra su maqueta, por primera vez disponible en CD. The Best of Dr. Calypso (Groover, 2004) es un recopilatorio exclusivo para su distribución en Europa.
Fueron muy conocidos dentro del circuito de música jamaicana internacional, prueba de ello son los muchísimos temas suyos que aparecieron en recopilatorios alemanes (United Colors of Ska, Speechless), japoneses (This Art Moon Ska Vol. 5), franceses (Let's Skank) o estadounidenses (100% Latin Ska volúmenes 1 y 2). Tocaron por toda Europa y compartieron escenario con pesos pesados del ska y el reggae como Laurel Aitken, The Skatalites o Toots and the Maytals.
En octubre de 2018 anunciaron su despedida de los escenarios con una última gira que finalizó el 4 de enero de 2019 con un concierto en la Sala Apolo de Barcelona.

## Miembros
- Sergi: voz
- Luis: voz
- Jordi: guitarra
- Fernando: guitarra
- Edgar: bajo
- Iñaki: bajo
- Pablo: teclados
- Paco: teclados
- Sergi: teclados
- Oriol: teclados, voz
- Raül: saxo, voz
- Chris: saxo
- Jordi: trompeta, voz
- Enric: trombón, voz
- Javi: batería
- Eric: batería
- Cidão Trindade: batería
- Jordi: batería

## Discografía

### Álbumes
- Dr. Calypso (Maqueta autoproducida, 1990). casete.
- Original Vol. 1 (Tralla, 1993). CD y LP.
- Toxic Sons (Operative Productions, 1996). CD y LP.
- Barbarossaplatz (K. Industria, 1999). CD. Editado en LP por Grover Records en 2000.
- On Tour (K. Industria, 2000). CD en directo.
- Mr. Happiness (K. Industria, 2003). CD.
- Early Years (2004). Doble CD recopilatorio que abarca la temporada entre 1990 y 1996.
- The Best of Dr. Calypso (Grover, 2004). Recopilatorio de distribución europea.
- Sempre Endavant (2013). CD.

### Singles
- Maria (Capità Swing, 1995).
- Toxic Remixes (Operative Productions, 1997). CD-Single.

### Participaciones en recopilatorios
- "My avocado" y "Mr. Farlops" en Latin Ska Fiesta' (Sock It, 1990). LP.
- "Slow boat to Trinidad" en United Colors of Ska (Pork Pie, 1993). CD.
- "Pole man" en Antiracista (El Lokal, 1994). Casete.
- "Pardalets (directe)" en Sputnik 5 anys (Discmedi, 1995). CD.
- "Forces for victory" y "Reggae FI peach" en Sangre, Ritmo y Sufrimiento (El Lokal, 1995). Casete.
- "Maria" en 100% Latin Ska Vol. 1 (Moon, 1995). CD.
- "Mr. Farlops" en 100% Latin Ska Vol. 2 (Moon, 1996). CD.
- "Mr. Farlops" en Let's Skank (Patate, 1996). CD.
- "Tòxic (remix" en Mondo Sonoro(K Industria, 1996). CD.
- "Ritmes i sons" y "Un nou motiu" en V Festival de Música dels Jovens Europeus (K Industria, 1998). CD.
- "Kaspa" en Ska United (Moon, 1998). CD.
- "Kaspa" en This Art Moon Ska Vol. 5 (Tachyon, 1998). CD.
- "Tòxic" en Skanking the Scumb Away (Black Butvher RC, 1999), CD.
- "Brigadistes Internacionals" en Arbúcies 99 (Propaganda, 1999). CD.
- "2.300 milions" en La Gran Skapada (AZ, 1999).
- "My avocado" y "Mr. Farlops" en Latin Ska Years 90-91 (Sock It, 1999). CD.
- "Maria" en Cáñamo (Virgin, 2000). CD.
- "Born to be alive" en I Like 70'S (Arcade, 2000). CD.
- "Return" en Global Ska (Revelde, 2000). CD.
- "Cinecitta" en Latin Ska Jazz (Sock It, 2000). CD.
- "Kaspa" y "Reggae XXX" en Ska Mestizaje (Tralla, 2000). CD.
- "Brigadistes Internacionals" en BCN Zona Bastarda (Organic, 2000). CD.
- "Return" en 50 (Grover, 2000). CD.
- "Tribut a Tommy McCook" en Speechless(Grover, 2003). CD.

### Vídeos
- Mr. Happiness (K. Industria, 2003). DVD.